# Ahhotep III.
Ahhotep III. (auch Aahotep III., Iahhotep III.) war vermutlich eine altägyptische Königin der 17. Dynastie.

## Familie

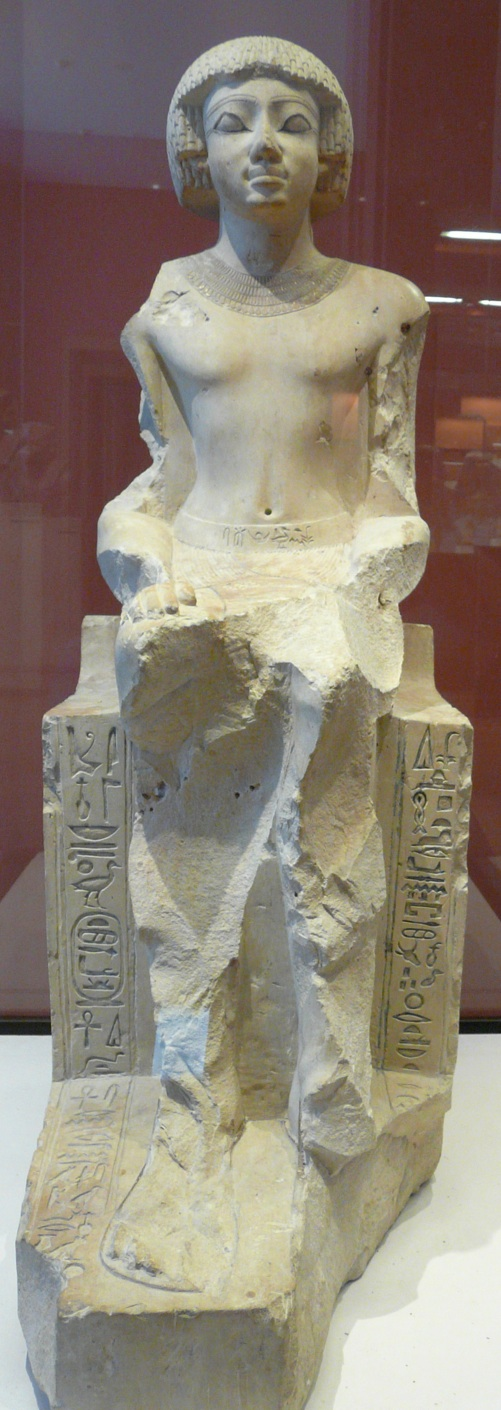
Sitzstatue des Ahmose (Louvre Museum).

Sie war wahrscheinlich die Mutter des Ältesten Königssohnes Ahmose und die Gemahlin des Seqenenre. Ihr Name steht zusammen mit dem des Seqenenre auf der Sitzstatue des Ahmose (Louvre E 15682). Sie trägt dort den Titel Große Königstochter und den Königinnentitel Die sich mit der Weißen Krone vereinigt.
Der Kunsthistoriker Gay Robins gab ihr eine eigene Identität, sie könnte aber auch identisch mit Ahhotep I. sein.